# Іваньково (Верхнєландеховський район)
Іваньково (рос. Иваньково) — присілок в Верхнєландеховському районі Івановської області Російської Федерації.
Населення становить 21 особу. Входить до складу муніципального утворення Митське сільське поселення.

## Історія
Від 2005 року входить до складу муніципального утворення Митське сільське поселення.

## Населення
| 1859 | 1905 | 2010 |
| ---- | ---- | ---- |
| 193  | ↗279 | ↘21  |